# U-571 (電影)
《U-571》是由乔纳森·默斯托导演，马修·麦康纳、哈维·凯特尔、瓊·邦·喬飛、比爾·派斯頓、湯瑪斯·柯瑞奇曼、 傑克·諾斯沃迪、威爾·埃斯蒂斯、  湯姆·蓋里主演，于2000年上映的二战战争片，讲述一艘美国潜艇拦截一艘德国潜艇，并在母舰被毁的情况下，利用严重损坏的敌舰，带着舰上截获的恩尼格瑪密碼機，突出敌占区的故事。
本电影在美国获得巨大的商业成功，并获得评论家的好评，获得奥斯卡金像奖最佳音效剪辑奖。 
不过本电影所叙述的故事并非真实发生，有史学家指出，美国并非第一个获得恩尼格瑪密碼機的国家，而是英国。

## 故事简介
一艘编号U-571的纳粹德国潜艇在进行狼群行动时被驅逐艦擊傷，被迫向总部求救，美国情报部门截获该次求救，指派有一名會德語的通信兵及S33潜艇去截获U-571，盗取上面的恩尼格瑪密碼機。S33成功截获U-571并获得密码机，在准备撤退时，德国支援潜艇赶到并击沉了S33，剩余的美国船员被迫用敌舰完成还击。之后他们面对严峻的前景：身陷敌占区，要成功带回密码机回国和不被敌国发现密码机被盗而改变加密规律，他们不得不利用只剩下一个可用魚雷的敌方潜艇完成剩下的任务……

## 演员表
- 马修·麦康纳扮演S33號副艦長 安德魯·泰勒上尉
- 比爾·派斯頓扮演S33號艦長 麥克·道格倫少校
- 哈维·凱托扮演S33號炮械長 亨利·克利夫士官長
- 琼·邦·乔飞扮演S33號輪機長 皮特·埃米特上尉
- 馬修·塞特爾扮演S33號魚雷長 基思·拉森少尉
- 湯瑪斯·柯瑞奇曼扮演U571號艦長 岡瑟·瓦斯納少校
- 傑克·韋伯（英语：Jake_Weber）扮演 邁克爾·赫希上尉 美國海軍預備役，諳德語，負責指導奪取密碼機計畫
- 大衛·凱斯扮演 馬修·庫那少校 美國海軍陸戰隊，負責訓練攻堅隊員
- 傑克·諾斯沃迪扮演比爾·溫茲水兵 德裔美國人，諳德語，負責通訊/聲納
- 湯姆·蓋里扮演泰德“崔格”菲茨杰拉德水兵，最後為了維修魚雷氣壓管道而犧牲
- 威爾·埃斯蒂斯扮演羅納德“小兔”派克水兵 負責魚雷
- 泰倫斯·C·卡森（英语：Terrence_C._Carson）扮演埃迪·卡森水兵 負責伙房
- 艾瑞克·帕拉迪諾扮演安東尼“小馬”馬佐拉水兵，為阻止原U571號艦長而遭擊斃
- Dave Power扮演查爾斯“坦克”克萊門斯水兵 輪機技師
- Derk Cheetwood扮演賀伯·格里格斯水兵 U-571號攻堅行動其中一員

## 製作
主體拍攝於1999年1月25日開始，於意大利（罗马）和马耳他進行製作。

## 提名和奖项
在第73届奥斯卡金像奖获得最佳音效剪辑奖和最佳混音奖提名，最终获得最佳音效剪辑奖。

## 评价
本片在軍事考證和情節合理性方面存在眾多硬傷，亦看得出受限於預算而在畫面擬真度與精緻性上有所缺憾。然而在演員選角、演出張力、劇情的節奏掌控和音效臨場感等各方面則可圈可點，娛樂性足夠之下市場整體風評尚稱不惡，在IMDb、烂番茄以及Metacritic等影評網站收穫中庸而偏正面的评价。票房成绩以其年份與所屬軍事片範疇而言不差，然而考慮到各項成本與各方拆帳後僅堪回收，獲利有限。

## 相关历史事实

### 历史
1941年5月9日英国皇家海军H91斗牛犬号从U-110最先获得恩尼格玛密码机和密码本，而1942年从U-559获得更多密码本，从而有助于布萊切利園的破解工作。而英国海军捕获的U型潜艇是于1941年8月俘获的U-570并由皇家海军P715拖回港口，虽然U-570的船员已销毁了船上的机密资料。
之后英国从多艘敌舰中截获15部恩尼格玛密码机，其中两部由英加联军从U-774获得，之后美国海军在1944年6月才截获U-505，之后盟军才得知恩尼格玛密码机的情况。

### 事实
真实历史的U-571是于1944年1月28日在爱尔兰被澳大利亚皇家空军第461中队的MKII桑德蘭水上飛機的深水炸弹击沉。
当时支援的德国XIV型补给潜艇不具备鱼雷发射器，所以实际上不会对S33发起攻击。
真实历史的美国潜艇S33自1942年6月一直驻守太平洋战区，没参加过北大西洋的战争。

### 反应
电影引起了英国方面的愤怒，当时的首相布莱尔提到这本电影是对英国海军士兵们的“侮辱”。当时的美国总统克林顿也保证该故事纯属虚构。后来在片尾，电影制作方被要求加入英国皇家海軍在截获德国潜艇的成就，和应一个曾参加俘获U-110的英国海军老兵的要求，加入英国海军在俘获U-110的作用。
2006年，编剧David Ayer承认本电影不符合事实，并表示不再这样改变历史。Ayer在BBC第4频道一个节目中希望美国人承认是英国人最先得知恩尼格玛密码机的情报
|  | It was a distortion...a mercenary decision...to create this parallel history in order to drive the movie for an American audience. Both my grandparents [sic] were officers in World War II, and I would be personally offended if somebody distorted their achievements. |

译文：
|  | 这是一个失实……一个为了推销他们的电影而对历史的改写。我的祖父母都为第二次世界大战做出巨大贡献，如果有人歪曲了他们的成就，这是我的罪过。 |